# Jouxtens-Mézery
Jouxtens-Mézery é uma comuna da Suíça, situada no distrito de Lausana, no cantão de Vaud. Tem 1,93 km² de área e sua população em 2018 foi estimada em 1.470 habitantes.